# Sławoszewek (gmina)
Sławoszewek (od 1973 Ślesin) – dawna gmina wiejska istniejąca do 1954 roku w woj. łódzkim i poznańskim. Nazwa gminy pochodzi od wsi Sławoszewek, lecz siedzibą władz gminy był Ślesin, który od 1921 roku stanowił odrębną gminę miejską.
Za Królestwa Polskiego gmina Sławoszewek należała do powiatu konińskiego w guberni kaliskiej. 31 maja 1870 do gminy przyłączono pozbawiony praw miejskich Ślesin. Po przejściu pod zwierzchnictwo polskie, Ślesin był jednostką o nieuregulowanym statusie – gmina posiadała samorząd miejski nadany przez okupanta, lecz nie została zaliczona do miast w 1919 (była określana jako "miejscowość"). Formalnie gminą miejską Ślesin stał się 31 lipca 1921 roku.
W okresie międzywojennym gmina Sławoszewek należała do powiatu konińskiego w woj. łódzkim. 1 stycznia 1926 część kolonii Sławoszewek w gminie Sławoszewek włączono do miasta Kleczewa w powiecie słupeckim.
1 kwietnia 1938 roku gminę wraz z całym powiatem konińskim przeniesiono do woj. poznańskiego.
Po wojnie gmina zachowała przynależność administracyjną. Według stanu z dnia 1 lipca 1952 roku gmina składała się z 16 gromad: Biskupie, Cegielnia, Dąbrowa, Goranin, Makarowo Sławenckie, Marianowo, Mikorzyn, Ostrowąż, Roztoka, Różnowa, Sławęncin, Sławoszewek, Sławoszewo, Szyszyn, Szyszyńskie Holendry i Żółwieniec.
Jednostka została zniesiona 29 września 1954 roku wraz z reformą wprowadzającą gromady w miejsce gmin. Po reaktywowaniu gmin 1 stycznia 1973 roku gminy Sławoszewek nie przywrócono, utworzono natomiast gminę Ślesin w tymże powiecie i województwie.